# I Put a Spell on You
"I Put a Spell on You" là một bài hát được viết bởi Jay Hawkins 1956, mà đĩa thu âm được chọn là một trong 500 bài mà đã tạo nên Rock and Roll của Đại sảnh Danh vọng Rock and Roll. Nó cũng được xếp thứ 313 trong danh sách 500 bài hát hay nhất của mọi thời đại của tạp chí Rolling Stone. Đĩa này trở thành một ca khúc đình đám cổ điển được trình bày bởi một loạt các nghệ sĩ và cũng là thành công thương mại lớn nhất của ông, được tường thuật bán hơn một triệu bản, mặc dù thất bại không lọt dược vào bảng xếp hạng pop hay R & B của tạp chí Billboard.